# Kermoroc'h
Kermoroc'h är en kommun i departementet Côtes-d'Armor i regionen Bretagne i nordvästra Frankrike. Kommunen ligger i kantonen Bégard som tillhör arrondissementet Guingamp. År 2022 hade Kermoroc'h 429 invånare.

## Befolkningsutveckling
Antalet invånare i kommunen Kermoroc'h
Referens:INSEE